# Saint-Modeste
Pour les articles homonymes, voir Modeste.
Saint-Modeste  est une municipalité canadienne située dans la municipalité régionale de comté (MRC) de Rivière-du-Loup au Québec dans la région administrative du Bas-Saint-Laurent.
Établie autour de 1961 par le ministère des Terres et Forêts du Québec, la pépinière de Saint-Modeste compte parmi les plus importantes de la province. On y pratique tant de la recherche que de la production.

## Toponymie

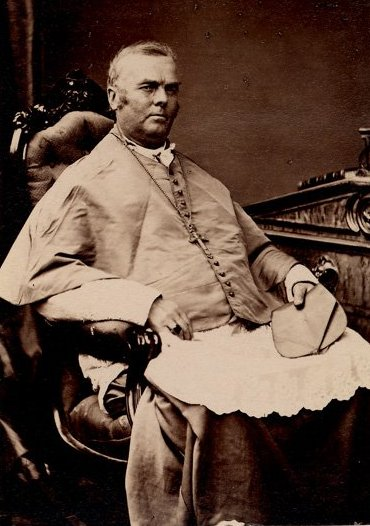
Mgr Modeste Demers

Tant la paroisse, fondée en 1848, que la municipalité, créée en 1855, doivent leur appellation à monseigneur Modeste Demers (1809-1871), premier évêque du diocèse de l'Île-de-Vancouver. L'abbé Demers avait rempli la fonction de vicaire à Trois-Pistoles de 1836 à 1837.

## Histoire
Les premiers habitants de Saint-Modeste arrivent sur le territoire au cours des années 1830-1845, en provenance principalement des paroisses voisines de Cacouna et de Saint-Arsène. Quinze ans plus tard, 62 résidents du canton de Whitworth demandent à leur archevêque la construction d’une chapelle qui sera érigée en 1848. En 1854, il y a déjà 600 habitants sur le territoire de Saint-Modeste. En 1856, à la demande des habitants, est créée la nouvelle paroisse de Saint-modeste à même le canton de Whitworth et par le détachement d’une partie de la paroisse de Saint-Arsène. Une nouvelle église est construite en 1868-1869.

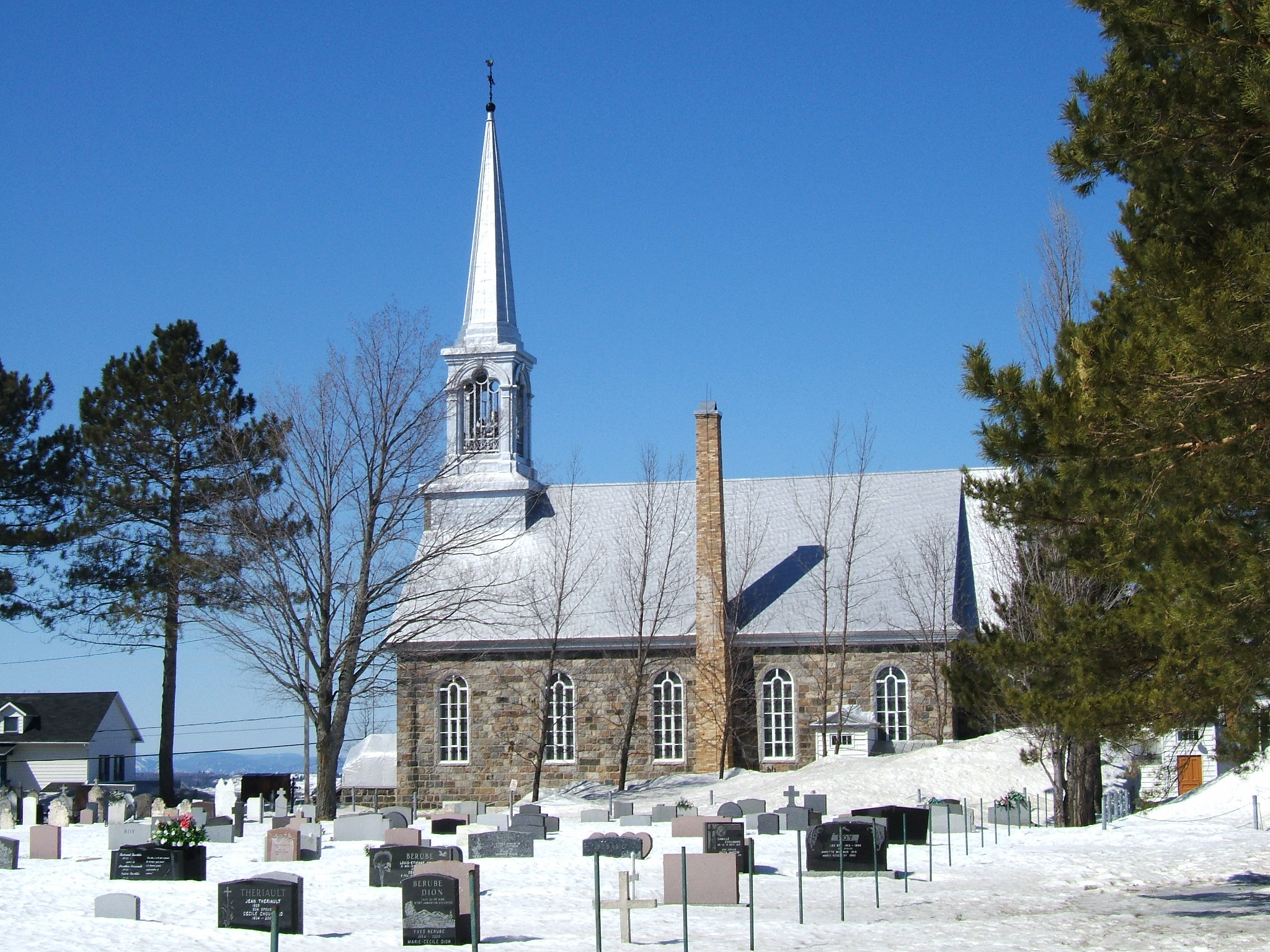
Vue de l'église et du cimetière de Saint-Modeste

Occupant un territoire en bonne partie peu fertile, la paroisse voit sa population stagner : en 1884, elle ne compte que 684 résidents. Après trente nouvelles années de faible croissance, la population de Saint-modeste atteint son maximum en 1914 avec 1014 habitants. Dès le recensement de 1931, la population de la municipalité est retombée à 694, ce qui correspond plus ou moins à un niveau en équilibre avec la productivité des terres environnantes. En 1951, la population avait de nouveau faiblement augmenté à 802 habitants, pour recommencer immédiatement à chuter en raison des changements structurels qui affectent toute la campagne québécoise à cette époque. La mécanisation accrue de l’agriculture et du travail en forêt fait perdre beaucoup d’emplois dans ces secteurs économiques et les campagnes commencent à se vider. Grâce à l’établissement de la grande pépinière gouvernementale à partir de 1961, qui emploie jusqu’à 400 travailleurs dans ses meilleures années, la municipalité résiste mieux à cette crise démographique que d’autres villages agricoles du Bas-Saint-Laurent. Malgré tout, la population décroît tout de même pour atteindre 581 habitants en 1971. À compter de cette date cependant, la municipalité commence à tirer profit de la croissance économique et démographique de l’agglomération de Rivière-du-Loup et se positionne de plus en plus comme une «banlieue» de cette petite ville industrielle. Cette proximité relative de Rivière-du-Loup permet donc à la population de Saint-Modeste de croître de nouveau jusqu’à son niveau actuel de 887 habitants.
Le 28 novembre 2009, la municipalité de la paroisse de Saint-Modeste changea son statut pour celui de municipalité.

## Géographie
La rivière Verte délimite le sud-ouest de la municipalité puis en traverse l'ouest vers le nord-est.
La rivière Cacouna, un affluent de la rivière Verte, traverse la pointe est de la municipalité puis coule vers le nord.

## Démographie
| 1996 | 2001 | 2006 | 2011  | 2016  | 2021  |
| ---- | ---- | ---- | ----- | ----- | ----- |
| 891  | 890  | 942  | 1 128 | 1 162 | 1 180 |

## Administration
Les élections municipales se font en bloc pour le maire et les six conseillers.
| Saint-Modeste Maires depuis 2002                                                                                     |                      |         |          |
| Élection | Maire                | Qualité | Résultat |
| 2002 | Michel Lebel         |         | Voir     |
| 2005 | Michel Lebel         | Voir    |          |
| n/d | Louis-Marie Bastille |         | n/d      |
| 2009 | Louis-Marie Bastille | Voir    |          |
| 2013 | Louis-Marie Bastille | Voir    |          |
| 2017 | Louis-Marie Bastille | Voir    |          |
| 2021 | Louis-Marie Bastille | Voir    |          |
| Élection partielle en italique Depuis 2005, les élections sont simultanées dans toutes les municipalités québécoises |                      |         |          |